# Concert per a piano núm. 3 (Litolff)
El Concert per a piano núm. 3 en mi bemoll major, op. 45, fou compost el 1846 per Henry Charles Litolff.

## Origen i context
L'anglès Litolff, avui dia poc conegut, va ser, durant un temps, un dels més reconeguts intèrprets de piano d'Europa. Les seves virtuoses interpretacions eren àmpliament admirades arreu. No en va, pocs anys després de debutar davant qui seria el seu mestre, Ignaz Moscheles, va interpretar el seu primer concert, com a solista, amb només 14 anys. Ràpidament, la seva fama es va estendre arreu fins al punt que, en alguns ambients, se l'anomenava el "Lizt anglès". Amb el temps, el seu ressò d'esplèndid pianista s'ha dissolt en favor de la seva interessant obra creativa de la qual destaquen, amb estil propi, els cinc concerts per a piano, que ell anomenava Concerts simfònics, el primer dels quals, de moment, no s'ha recuperat.
Escrit el 1846, quan Litolff es trobava als Països Baixos, després d'escapar de la presó al seu país per un tema de divorci "indegut", és un missatge de gratitud al poble neerlandès per la llibertat pròpia però també per la pau social que històricament ha caracteritzat, i ho segueix fent, la geografia dels Països Baixos. Alhora, com a fervent defensor de les idees il·lustrades de la Revolució Francesa, va assumir com a pròpia la democràcia holandesa.